# Arnold von Hövel
Arnold von Hövel (* im 13. Jahrhundert; † im 14. Jahrhundert) war ein römisch-katholischer Geistlicher und Domherr zu Münster und bischöflicher Offizial.

## Leben
Arnold von Hövel entstammte dem westfälischen Adelsgeschlecht von Hövel. Seine genaue Herkunft ist nicht überliefert. Am 2. Juli 1301 findet er als Domherr zu Münster urkundliche Erwähnung. Nach dem Tode des Bischofs Everhard von Diest am 5. April 1301 hatte sich dessen Nachfolger Otto von Rietberg in seiner Wahlkapitulation verpflichtet, Offiziale nur aus dem Kreis der Domkapitulare zu berufen. So wurde Arnold am 4. August 1301 bischöflicher Offizial. In dieser Funktion oblag ihm die Leitung des Kirchengerichts. Er ist kurz darauf verstorben, denn Bischof Otto hatte noch im Jahre 1301 den Kleriker Levold zum Offizial berufen.